# Nazione Onondaga
Gli Onondaga (in Onondaga: Onöñda'gega, in Oneida: Onontakeka, in Seneca: Onondagaono, lett. "il Popolo delle Colline") sono una delle cinque nazioni originali della Lega irochese (Haudenosaunee), originari del territorio dell'odierna contea di Onondaga, New York. Essendo posizionati al centro della lega, essi erano i Guardiani del Fuoco (in lingua Tuscarora: Kayečisnakwe’nì·yu’ ), ed erano circondati dalla nazione Cayuga e nazione Seneca ad occidente e dalla nazione Oneida e nazione Mohawk ad oriente. Per questa ragione, la Lega irochese si incontrava storicamente (ma anche oggi) presso Onondaga.

## Storia
Durante la rivoluzione americana, gli Onondaga restarono inizialmente neutrali, sebbene guerrieri di questa nazione furono coinvolti in almeno un attacco ad un abitato ribelle. Dopo un attacco statunitense al loro villaggio principale, avvenuto il 20 aprile 1779, gli Onondaga scesero in guerra insieme delle altre nazioni irochesi a fianco del Regno di Gran Bretagna, contro gli Stati Uniti. In seguito, dopo l'indipendenza di questi ultimi, molti Onondaga seguirono Joseph Brant in Ontario, quando questi fondò la riserva delle sei nazioni del Grand River. L'11 novembre 1794 gli Onondaga, insieme agli altri irochesi, firmarono il trattato di Canandaigua.
Gli Onondaga rimasti a New York rimangono sotto il governo dei capi nominati dalle madri dei clan. L'11 marzo 2005 la nazione Onondaga di Nedrow promosse una causa in tribunali federali per il possesso di oltre 7.800 km2 di terre ancestrali, centrate attorno a Syracuse, nella speranza di convincere il governo ad impegnarsi nella difesa dell'ecosistema del lago Onondaga.
Oggi esiste sia una Nazione Onondaga a Nedrow, nello stato di New York, che altri gruppi (gli Onondaga di Ohswegen e i Bearfoot Onondaga) in Ontario.